# Dniproavia
Dniproavia (ukr. Дніпроавіа) – nieistniejąca ukraińska linia lotnicza z siedzibą w Dnieprze. Głównym węzłem przesiadkowym (ang. hub) był port lotniczy Dniepr.
W 2017 roku linia ogłosiła bankructwo.